# 石工団地神社
石工団地神社（せっこうだんちじんじゃ）は、愛知県岡崎市上佐々木町の岡崎石工団地にある神社。社殿が総石造りである点が珍しいとされる。石工は「いしく」と読まれる場合もある。

## 祭神
- 建真利根之命（たてまりねのみこと） - 石造りの神。

## 歴史
岡崎城の城下町では室町時代後期から石工品（岡崎石工品）の生産が始まり、近世には優れた技術を持った職人が集まった。これにより、岡崎市街地には現在でも石屋町通りや花崗町という名称が残っている。岡崎、真壁（茨城県）、庵治（香川県）は石工品の「日本三大産地」と称されている。
高度経済成長期には道路整備や自動車の普及などで販路が拡大し、また市街地における石加工時の騒音などが問題になったこともあり、1964年（昭和39年）から1967年（昭和42年）には郊外の上佐々木町に岡崎石工団地が造成された。岡崎石工団地協同組合の設立10周年を記念して、京都の大歳神社から建真利根之命を分霊し、1974年（昭和49年）6月には鎮座奉生祭を行った。建立費用は1000万円であり、組合員の敷地に応じて拠出された金額などを用いている。その後、鳥居、狛犬、神前灯籠、手洗い鉢、由来碑などが逐次整備されていった。鳥居や狛犬や常夜灯のみならず、社殿までも総石造りである。
2009年（平成21年）頃には組合設立45周年を記念して、珍しい石製の共同屋外トイレが設置された。2018年（平成30年）には参拝者向けにセルフ御朱印が設置された。御朱印のスタンプは石製である。

## 境内
- 社殿
- 鳥居
- 狛犬
- トイレ

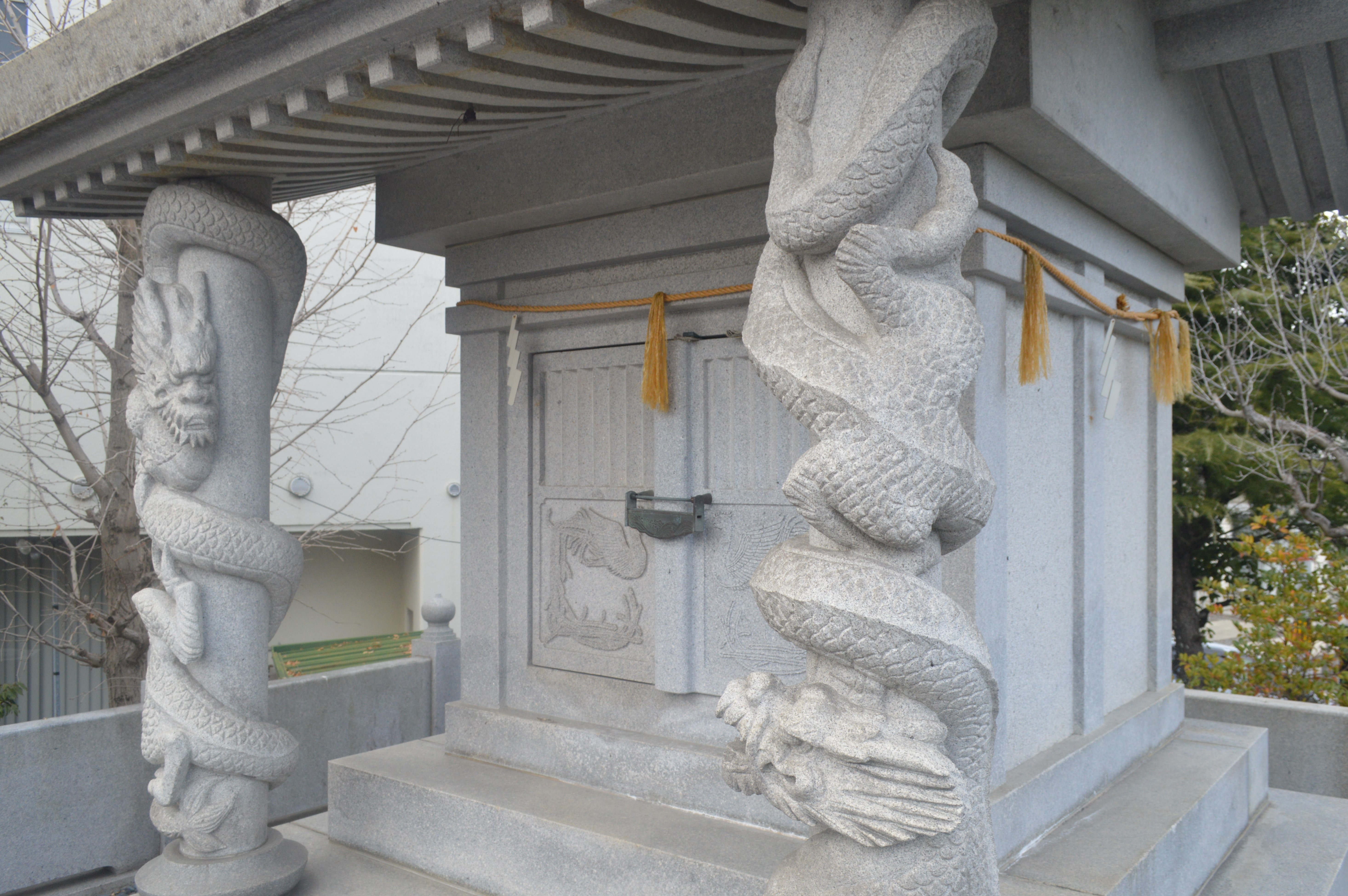
石造の社殿
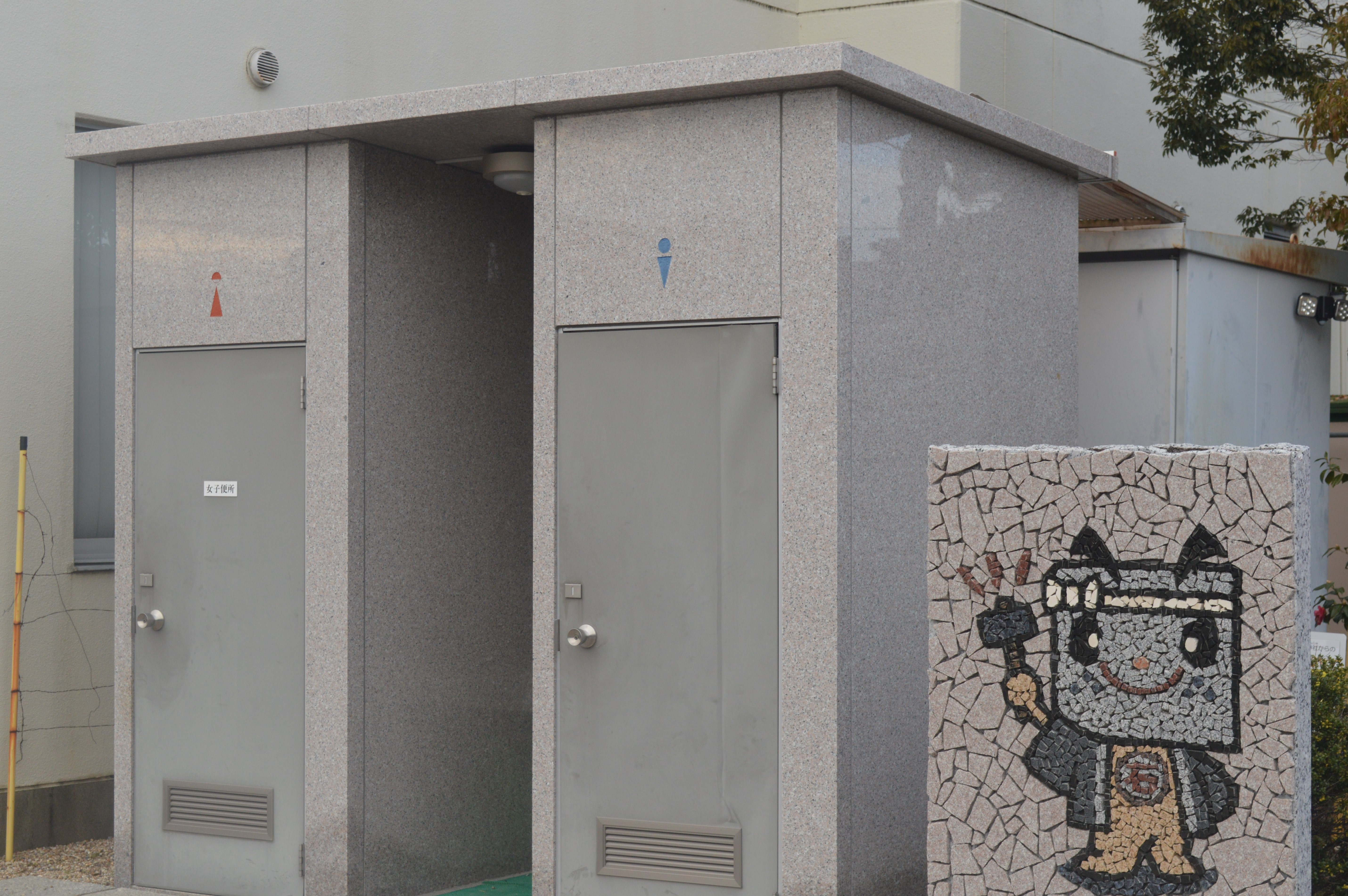
石造のトイレ

## 現地情報

### 所在地
- 愛知県岡崎市上佐々木町梅ノ木48（岡崎石工団地協同組合敷地内）

### 交通アクセス
- JR東海道本線 西岡崎駅から南に徒歩約6分。